# Ruisseauville
Ruisseauville é uma comuna francesa na região administrativa de Altos da França, no departamento de Pas-de-Calais. Estende-se por uma área de 3,89 km².

## População
Em 2010 a comuna tinha 206 habitantes (densidade: 53 hab./km²).